# Otto von Brentano di Tremezzo

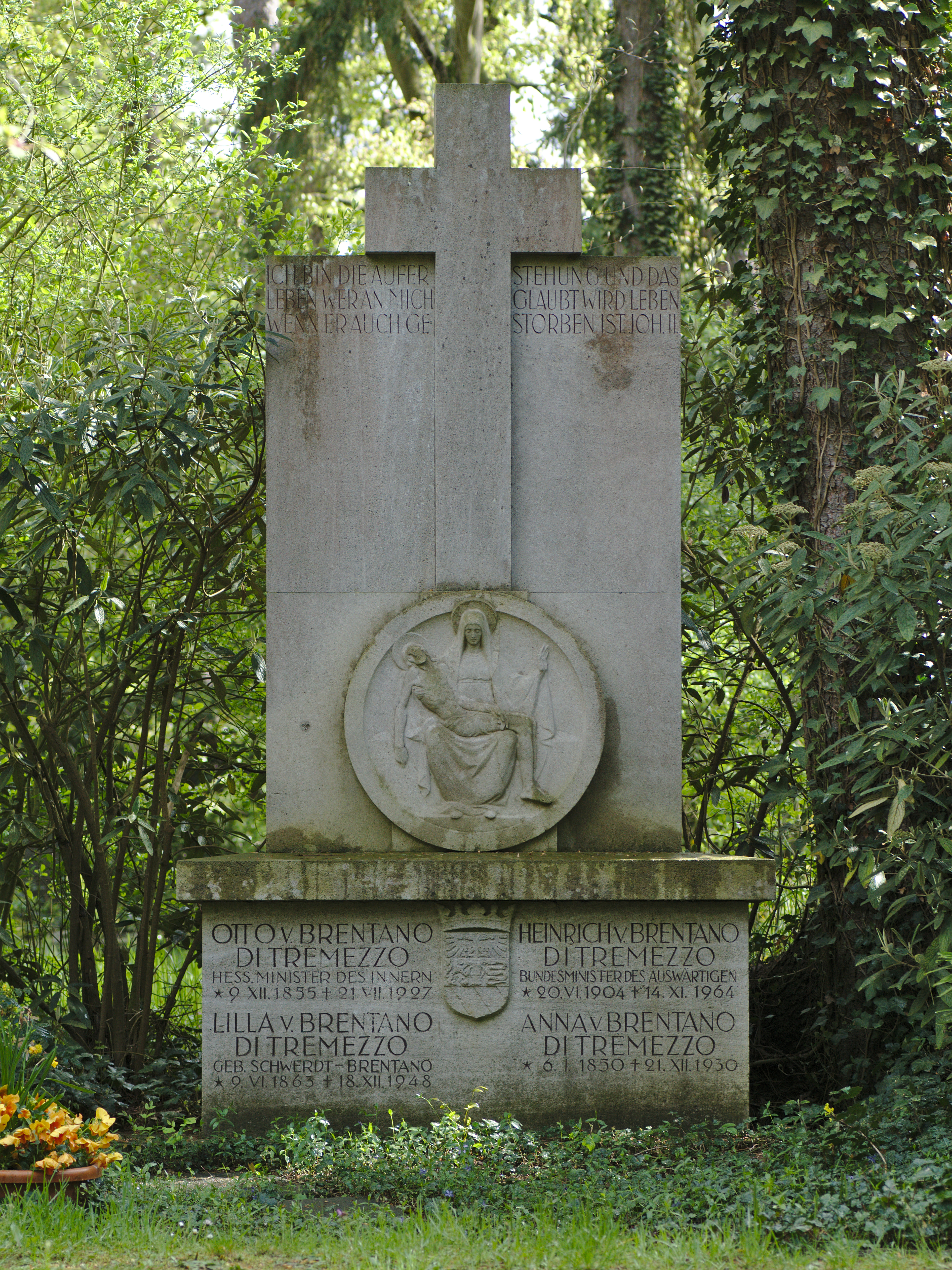
Vue de la sépulture à Darmstadt.

Otto von Brentano di Tremezzo, né le 9 décembre 1855 à Darmstadt (Hesse) et mort le 21 juillet 1927 dans la même ville, est un homme politique allemand membre du Zentrum.

## Biographie
Il est député successivement des États du grand-duché de Hesse (de), du parlement de l'État populaire de Hesse (de) et de l'Assemblée nationale de Weimar.
Il est ministre de la Justice (1918-1927) et ministre de l'Intérieur (1921-1927) de l'État populaire de Hesse dans les deuxième et troisième cabinets dirigés par Carl Ulrich.
Il est le père de Clemens von Brentano (de), de Peter Anton von Brentano (de), de Bernard von Brentano, et de Heinrich von Brentano.